# John F. Kennedyweg (Suriname)
De John F. Kennedyweg is een weg in Suriname van Onverwacht naar de Johan Adolf Pengel International Airport. De weg is vernoemd naar de Amerikaanse president John F. Kennedy (1917-1963)

## Geschiedenis
Tijdens de Tweede Wereldoorlog waren Amerikaanse soldaten in Suriname om de bauxietwinning te beschermen. Vanaf Onverwacht liep geen weg naar de internationale luchthaven bij Zanderij, maar alleen de Landsspoorweg. Om de verbinding te verbeteren werd het Pad van Wanica verlengd tot aan de luchthaven. Later werd het Pad van Wanica hernoemd naar de Indira Gandhiweg en werd het verlengde gedeelte naar president John F. Kennedy genoemd.

## Verloop
De weg begint bij de Meursweg in Onverwacht. Op de hoek van beide wegen bevindt zich het Gonggrijpbos dat in 2017 ingericht zou worden als een educatie- en pretpark. De aannemer legde het werk echter stil vanwege betaalachterstanden. Sindsdien wordt het gebruikt als taxiparkeerplaats.
De weg verloopt zuidwaarts en heeft onderweg een afslag naar de Desiré Delano Bouterse Highway, die in verbinding staat met de Avobakaweg. Na Witsanti komt de weg aan in Zanderij en splitst zich in de Zuidelijke Oost-Westverbinding en de Krakaweg.